# Trichilia surinamensis
Trichilia surinamensis là một loài thực vật có hoa trong họ Meliaceae. Loài này được (Miq.) C.DC. miêu tả khoa học đầu tiên năm 1878.